# Función elemental fundamental
En análisis matemático, se denominan funciones elementales fundamentales a las representadas analíticamente, contándose entre ellas: la función potencial, función exponencial, función logarítmica, las funciones trigonométricas y las funciones trigonométricas inversas.

## Tipificación
función potencial
definida por la expresión funcional y = xβ, siendo el exponente β un número real, si fuera irracional se considera log y = β log x, con x > 0; luego se halla el antilogaritmo
función exponencial
definida por la ecuación funcional y = ax, siendo a > 0 y a ≠ 1. La variable independiente x asume cualquier valor real.
función logarítmica
esta se define por la expresión analítica y logb x, donde b no está en el conjunto {0,1}.
funciones trigonométricas
función seno
y = sen x, se define usando un círculo unitario.
coseno coseno
mediante cos x = sen (π/2-x)
tangente
como el cociente de sen x y cosx
funciones trigonométricas inversas